# Eduard Hagenbach-Bischoff
Eduard Hagenbach-Bischoff (20 février 1833 à Bâle – 23 décembre 1910 à Bâle) était un physicien et mathématicien suisse. Il doit sa renommée à l'invention du système de vote Hagenbach-Bischoff.

## Biographie
Fils du théologien Karl Rudolf Hagenbach, il fit des études de physique et de mathématiques à Bâle (avec Rudolf Merian), à Berlin (avec Heinrich Wilhelm Dove et Heinrich Gustav Magnus), à Genève, et à Paris avec (Jules Jamin). Il obtint son doctorat en 1855 à Bâle. Il enseigna dans une école de commerce à Bâle et devint, après son habilitation, professeur de mathématiques à l'université de Bâle pendant un an.
De 1863 à 1906, il fut titulaire de la chaire de mathématiques à l'université de Bâle, succédant à Gustav Heinrich Wiedemann. En 1874, il devint directeur de l'Institut de Physique dans le nouveau “Bernoullianum” qui venait d'être fondé à Bâle. De 1874 à 1879, il fut président de l'Académie suisse des sciences.
Hagenbach-Bischoff a écrit environ 60 œuvres, sur la viscosité (1860), la teneur en dioxyde de carbone de l'atmosphère (1868), la fluorescence (1869), la propagation de l'électricité dans le fil télégraphique (1886), la glaciologie (Rapport sur l'enquête de 25 ans sur glacier du Rhône, 1899) et l'histoire des sciences. Il s'engagea dans la vulgarisation scientifique. Au “Bernoullianum”, il donna plus de 100 conférences pour le grand public, par exemple en 1896, sur les rayons X qui venaient d'être découverts. 
Son fils, August Hagenbach (1871-1949), lui succéda en 1906. Son domaine de recherche était la spectroscopie.

## Quotient de Hagenbach-Bischoff
Le quotient de Hagenbach-Bischoff est employé par certaines méthodes d'allocation des sièges dans une élection avec un scrutin proportionnel plurinominal ou scrutin proportionnel de listes.
Dans le cas le plus simple où les listes sont ni panachables ni permutables, l'allocation pourrait se faire par une simple règle de trois. 
- Avec SA, nombre de sièges pour la liste A
- ST, nombre de sièges à pourvoir
- VA, nombre de suffrages exprimés pour la liste A
- VT, nombre total de suffrages exprimés et valides

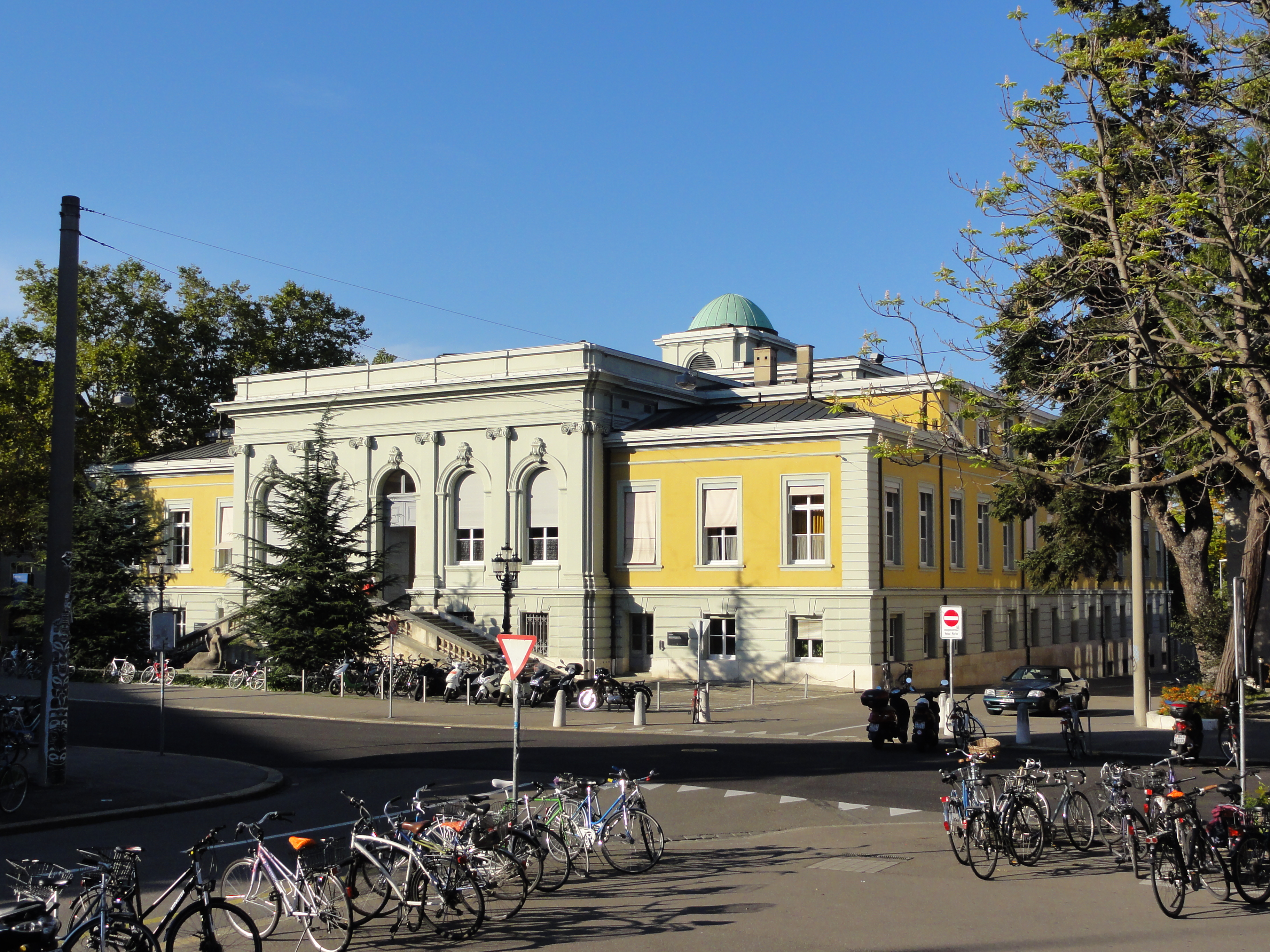
Le Bernoullianum

Mais cette équation donne, en général, un nombre fractionnaire. Or le nombre d'élus ne peut être qu'entier. Il faut donc procéder en plusieurs étapes :
1. Déterminer le nombre minimum de voix qu'un candidat doit obtenir pour être élu (pour obtenir un siège) : le quotient approchant du nombre total de votes exprimés sur le nombre de sièges à pourvoir.
2. Diviser le nombre de suffrages obtenus par les différentes listes par le quotient pour obtenir un premier nombre d'élus pour chaque liste.
3. Répartir le ou les sièges non attribués entre les différentes listes soit selon une méthode du plus fort reste, soit selon une méthode de la plus forte moyenne.

Il existe plusieurs méthodes pour calculer le quotient : de Jefferson ou de D'Hondt, de Hare, de Droop, de Sainte-Laguë ou de Hagenbach-Bischoff. Il sort du contexte de cet article de discuter les processus électoraux.
Le quotient proposé par Hagenbach-Bischoff est le suivant :
les barres verticales dénotant la partie entière. Le quotient est donc le nombre entier immédiatement supérieur au rapport {\displaystyle V_{T}/(S_{T}+1)}.
Ce quotient est utilisé en Suisse et au Liechtenstein.